# قرار مجلس الأمن التابع للأمم المتحدة رقم 2118
قرار مجلس الأمن التابع للأمم المتحدة رقم 2118، المتخذ بالإجماع في 27 أيلول/سبتمبر 2013، بشأن نزع السلاح الكيماوي السوري.

## خلفية
أصدر مجلس الأمن القرار 2118 يوم والمتعلق بالأسلحة الكيميائية السورية والمجزرة التي ارتكبها النظام السورية في الغوطة الشرقية يوم 21 أغسطس 2013. [1]

## نصّ القرار
إن مجلس الأمن، إذ يشير إلى بيانات رئيسه المؤرخة 3 آب 2011 و 21 آذار 2012 و 5 نيسان 2012 وإلى قراراته 1540 (2004)، و2042 (2012) و 2043 (2012) ويعيد تأكيد التزامه القوي بسيادة الجمهورية العربية السورية واستقلالها وسلامتها الإقليمية وإذ يؤكد من جديد أن انتشار الأسلحة الكيميائية وكذلك وسائل إيصالها يشكل تهديدا للسلام والأمن الدوليين ويشير إلى أن الجمهورية العربية السورية انضمت في 22 تشرين الثاني 1968 إلى بروتوكول حظر الاستعمال الحربي للغازات الخانقة أو السامة أو ما شابهها وللوسائل البكتريولوجية، الموقع في جنيف في 17 حزيران 1925.
ويلاحظ أن الجمهورية العربية السورية أودعت لدى الأمين العام، في 14 أيلول 2013، صك انضمامها إلى اتفاقية حظر استحداث وإنتاج وتخزين واستعمال الأسلحة الكيميائية وتدمير تلك الأسلحة وأعلنت أن ستمتثل لأحكامها وستحترمها بأمانة وإخلاص، فتطبق بذلك الاتفاقية بصفة مؤقتة إلى حين بدء نفاذها بالنسبة للجمهورية العربية السورية.
ويرحب بإنشاء الأمين العام بعثة الأمم المتحدة للتحقيق في مزاعم استخدام الأسلحة الكيميائية في الجمهورية العربية السورية عملا بقرار الجمعية العامة 42/37 ج (1987) المؤرخ 30 تشرين الثاني 1987 والذي أعيد تأكيده بالقرار 620 (1988) المؤرخ 26 آب 1988 وإذ يعرب عن تقديره لما قامت به البعثة من أعمال.
وإذ يحيط علما بالتقرير المؤرخ 16 أيلول 2013 (S/2013/553) المقدم من البعثة ويؤكد ضرورة تنفيذ البعثة لولايتها ويشدد على ضرورة التحقيق في المزاعم ذات المصداقية التي تصدر مستقبلا بشأن استخدام الأسلحة الكيميائية في الجمهورية العربية السورية ويعرب عن شديد سخطه لاستخدام الأسلحة الكيميائية في 21 آب 2013 في ريف دمشق، على نحو ما خلص إليه تقرير البعثة ويدين قتل المدنيين الناجم عن ذلك وإذ يؤكد أن استخدام الأسلحة الكيميائية يشكل انتهاكا خطيرا للقانون الدولي وإذ يشدد على أن المسؤولين عن أي استخدام للأسلحة الكيميائية يجب أن يخضعوا للمساءلة.
ويشير إلى الالتزام المنصوص عليه في القرار 1540 (2004) بأن تمتنع جميع الدول عن تقديم أي شكل من أشكال الدعم للجهات غير التابعة للدول التي تحاول استحداث أسلحة الدمار الشامل، بما في ذلك الأسلحة الكيميائية ووسائل إيصالها أو احتياز هذه الأسلحة والوسائل أو صنعها أو امتلاكها أو نقلها أو تحويلها أو استعمالها ويرحب بإطار عمل إزالة الأسلحة الكيميائية السورية المؤرخ 14 أيلول 2013، الذي جرى التوصل إليه في جنيف، بين الاتحاد الروسي والولايات المتحدة الأمريكية (S/2013/565)، بهدف ضمان القضاء على برنامج الجمهورية العربية السورية للأسلحة الكيميائية في أبكر وقت وبأسلم وجه وإذ يعرب عن التزامه بالتعجيل بالسيطرة الدولية على الأسلحة الكيميائية ومكوناتها في الجمهورية العربية السورية.
كما يرحب بقرار المجلس التنفيذي لمنظمة حظر الأسلحة الكيميائية المؤرخ 27 أيلول 2013 وضع إجراءات خاصة للإسراع بتفكيك برنامج الجمهورية العربية السورية للأسلحة الكيميائية وإخضاعه لتحقق صارم وإذ يعرب عن تصميمه على ضمان تفكيك برنامج الجمهورية العربية السورية للأسلحة الكيميائية وفقا للجدول الزمني الوارد في قرار المجلس التنفيذي لمنظمة حظر الأسلحة الكيميائية المؤرخ 27 أيلول 2013،
وإذ يشدد على أن الحل الوحيد للأزمة الراهنة في الجمهورية العربية السورية سيكون من خلال عملية سياسية شاملة بقيادة سورية على أساس بيان جنيف المؤرخ 30 حزيران 2012 ويشدد على ضرورة عقد مؤتمر دولي بشأن سوريا في أبكر وقت ممكن ويقرر أن استخدام الأسلحة الكيميائية في الجمهورية العربية السورية يشكل تهديدا للسلام والأمن الدوليين.
ويؤكد أن الدول الأعضاء ملزمة بموجب المادة 25 من ميثاق الأمم المتحدة بقبول قرارات مجلس الأمن وتنفيذها،
1 - يقرر أن استخدام الأسلحة الكيميائية أينما كان يشكل تهديدا للسلام والأمن الدوليين؛
2 - يدين بأشد العبارات أي استخدام للأسلحة الكيميائية في الجمهورية العربية السورية ولا سيما الهجوم الذي وقع في 21 آب 2013 في انتهاكٍ للقانون الدولي؛
3 - يؤيد قرار المجلس التنفيذي لمنظمة حظر الأسلحة الكيميائية المؤرخ 27 أيلول 2013، الذي يتضمن إجراءات خاصة للتعجيل بتفكيك برنامج الجمهورية العربية السورية للأسلحة الكيميائية وإخضاعه لتحقق صارم ويدعو إلى تنفيذه تنفيذا كاملا في أسرع وقت وبأسلم وجه؛
4 - يقرر ألا تقوم الجمهورية العربية السورية باستخدام أسلحة كيميائية أو استحداثها أو إنتاجها أو حيازتها بأي طريقة أخرى أو تخزينها أو الاحتفاظ بها أو بنقل الأسلحة الكيميائية بصورة مباشرة أو غير مباشرة إلى دول أخرى أو جهات من غير الدول؛
5 - يشدد على ألا يقوم أي طرف في سوريا باستخدام الأسلحة الكيميائية أو استحداثها أو إنتاجها أو حيازتها أو تخزينها أو الاحتفاظ بها أو نقلها؛
6 - يقرر أن تمتثل الجمهورية العربية السورية لجميع جوانب قرار المجلس التنفيذي لمنظمة حظر الأسلحة الكيميائية المؤرخ 27 أيلول 2013 (المرفق الأول)؛
7 - يقرر أن تتعاون الجمهورية العربية السورية تعاونا كاملا مع منظمة حظر الأسلحة الكيميائية والأمم المتحدة، بوسائل منها الامتثال للتوصيات ذات الصلة بالموضوع الصادرة عنهما، وبقبول الموظفين الذين تعيّنهم منظمة حظر الأسلحة الكيميائية أو الأمم المتحدة وبتوفير وضمان الأمن للأنشطة التي يضطلع بها هؤلاء الموظفون وبتوفير سبل الوصول الفورية وغير المقيدة إلى أي موقع وإلى جميع المواقع والحق في تفتيشها، في سياق اضطلاعهم بمهامهم وبإتاحة سبل الوصول فورا ودون قيد إلى الأفراد الذين لدى منظمة حظر الأسلحة الكيميائية أسباب تدعوها إلى الاعتقاد بأنهم مهمون لأغراض ولايتها ويقرر أن تتعاون جميع الأطراف في سوريا تعاونا تاما في هذا الصدد؛
8 - يقرر أن يأذن بفريق متقدم من موظفي الأمم المتحدة لتقديم المساعدة في وقت مبكر إلى أنشطة منظمة حظر الأسلحة الكيميائية في سوريا ويطلب من المدير العام لمنظمة حظر الأسلحة الكيميائية والأمين العام أن يتعاونا بشكل وثيق في تنفيذ قرار المجلس التنفيذي المؤرخ 27 أيلول 2013 وهذا القرار، بوسائل منها أنشطتهما التنفيذية في الميدان ويطلب كذلك من الأمين العام أن يقدم إلى المجلس في غضون 10 أيام من تاريخ اتخاذ هذا القرار، بالتشاور مع المدير العام لمنظمة حظر الأسلحة الكيميائية، وحسب الاقتضاء، مع المديرة العامة لمنظمة الصحة العالمية، توصيات بشأن دور الأمم المتحدة في القضاء على برنامج الجمهورية العربية السورية للأسلحة الكيميائية؛
9 - يشير إلى أن الجمهورية العربية السورية طرف في اتفاقية امتيازات الأمم المتحدة وحصاناتها ويقرر أن الموظفين المعينين من جانب منظمة حظر الأسلحة الكيميائية للقيام بالأنشطة المنصوص عليها في هذا القرار أو قرار المجلس التنفيذي لمنظمة حظر الأسلحة الكيميائية المؤرخ 27 أيلول 2013 يتمتعون بالامتيازات والحصانات الواردة في المرفق المتعلق بالتحقق، الجزء ثانيا (ب) من اتفاقية الأسلحة الكيميائية ويدعو الجمهورية العربية السورية إلى إبرام اتفاقات بشأن طرائق العمل مع الأمم المتحدة ومنظمة حظر الأسلحة الكيميائية؛
10 - يشجع الدول الأعضاء على تقديم الدعم، بما في ذلك الدعم بالموظفين والخبرة التقنية والمعلومات والمعدات والموارد المالية وغير المالية والمساعدة، بالتنسيق مع المدير العام لمنظمة حظر الأسلحة الكيميائية والأمين العام، من أجل تمكين منظمة حظر الأسلحة الكيميائية والأمم المتحدة من تنفيذ عملية تفكيك برنامج الجمهورية العربية السورية للأسلحة الكيميائية ويقرر أن يأذن للدول الأعضاء بالحصول على الأسلحة الكيميائية التي حددها المدير العام لمنظمة حظر الأسلحة الكيميائية ومراقبتها ونقلها وتحويلها وتدميرها، بما يتفق مع مقصد اتفاقية الأسلحة الكيميائية، وضمان القضاء على برنامج الجمهورية العربية السورية للأسلحة الكيميائية في أبكر وقت وبأسلم وجه؛
11 - يحث جميع الأطراف السورية والدول الأعضاء المهتمة التي لديها قدرات ذات صلة بالموضوع على العمل بشكل وثيق مع بعضها بعضاً ومع منظمة حظر الأسلحة الكيميائية والأمم المتحدة من أجل الترتيب لكفالة أمن البعثة المعنية بالرصد والتدمير، مع التسليم بأن الحكومة السورية تتحمل المسؤولية الرئيسية في هذا الصدد؛
12 - يقرر أن يستعرض بانتظام تنفيذ قرار المجلس التنفيذي لمنظمة حظر الأسلحة الكيميائية في الجمهورية العربية السورية المؤرخ 27 أيلول 2013 وهذا القرار ويطلب من المدير العام لمنظمة حظر الأسلحة الكيميائية أن يقدم تقريرا إلى مجلس الأمن، عن طريق الأمين العام، يتضمن معلومات ذات صلة بأنشطة الأمم المتحدة المتعلقة بتنفيذ هذا القرار، في غضون 30 يوما، ثم كل شهر بعد ذلك، ويطلب كذلك من المدير العام لمنظمة حظر الأسلحة الكيميائية والأمين العام إبلاغ مجلس الأمن بطريقة منسقة، حسب الاقتضاء، بحالات عدم الامتثال لهذا القرار أو لقرار المجلس التنفيذي لمنظمة حظر الأسلحة الكيميائية المؤرخ 27 أيلول 2013؛
13 - يؤكد من جديد استعداده للنظر فورا في أي تقارير من منظمة حظر الأسلحة الكيميائية تقدم في إطار المادة الثامنة من اتفاقية الأسلحة الكيميائية، التي تنص على إحالة قضايا عدم الامتثال إلى مجلس الأمن التابع للأمم المتحدة؛
14 - يقرر أنه على الدول الأعضاء إبلاغ مجلس الأمن فورا بأي انتهاك للقرار 1540 (2004)، بما في ذلك حيازة جهات فاعلة من غير الدول للأسلحة الكيميائية ووسائل إيصالها والمواد ذات الصلة بها، من أجل اتخاذ التدابير اللازمة في ذلك الصدد؛

### المساءلة
15 - يعرب عن اقتناعه الراسخ بضرورة مساءلة الأفراد المسؤولين عن استخدام الأسلحة الكيميائية في الجمهورية العربية السورية؛

### الانتقال السياسي
16 - يؤيد تأييدا تاما بيان جنيف المؤرخ 30 حزيران 2012 (المرفق الثاني)، الذي يحدد عددا من الخطوات الرئيسية بدءا بإنشاء هيئة حكم انتقالية تمارس كامل الصلاحيات التنفيذية ويمكن أن تضم أعضاء من الحكومة الحالية والمعارضة ومن المجموعات الأخرى وتُشكل على أساس التوافق؛
17 - يدعو إلى القيام، في أبكر وقت ممكن، بعقد مؤتمر دولي بشأن سوريا من أجل تنفيذ بيان جنيف ويهيب بجميع الأطراف السورية إلى المشاركة بجدية وعلى نحو بناء في مؤتمر جنيف بشأن سوريا ويشدد على ضرورة أن تمثل هذه الأطراف شعب سوريا تمثيلا كاملا وأن تلتزم بتنفيذ بيان جنيف وبتحقيق الاستقرار والمصالحة؛

### عدم الانتشار
18 - يؤكد من جديد أن على جميع الدول أن تمتنع عن تقديم أي شكل من أشكال الدعم للجهات الفاعلة من غير الدول التي تحاول استحداث أسلحة نووية أو كيميائية أو بيولوجية ووسائل إيصالها أو احتياز هذه الأسلحة والوسائل أو صنعها أو امتلاكها أو نقلها أو تحويلها أو استعمالها ويدعو جميع الدول الأعضاء، ولا سيما الدول الأعضاء المجاورة للجمهورية العربية السورية، إلى إبلاغ مجلس الأمن على الفور بأي انتهاكات لهذه الفقرة؛
19 - يطالب الجهات الفاعلة من غير الدول بعدم استحداث أسلحة نووية أو كيميائية أو بيولوجية ووسائل إيصالها، أو احتياز هذه الأسلحة والوسائل أو صنعها أو امتلاكها أو نقلها أو تحويلها أو استعمالها ويدعو جميع الدول الأعضاء، ولا سيما الدول الأعضاء المجاورة للجمهورية العربية السورية، إلى إبلاغ مجلس الأمن على الفور بأي أعمال تخالف هذه الفقرة؛
20 - يقرر أن تحظر جميع الدول الأعضاء شراء الأسلحة الكيميائية وما يتصل بها من معدات وسلع وتكنولوجيات أو حصول مواطنيها على مساعدة من الجمهورية العربية السورية، أو استخدام سفن أو طائرات تحمل أعلامها، سواء كان مصدرها أو لم يكن من أراضي الجمهورية العربية السورية؛

### الامتثال
21 - يقرر في حالة عدم الامتثال لهذا القرار بما يشمل نقل الأسلحة الكيميائية دون إذن أو استخدام أي أحد للأسلحة الكيميائية في الجمهورية العربية السورية أن يفرض تدابير بموجب الفصل السابع من ميثاق الأمم المتحدة؛
22 - يقرر أن يبقي هذه المسألة قيد نظره الفعلي.